# Jorge García (Fußballspieler, 1986)
Jorge García, vollständiger Name Jorge Adrian García Echevarría, (* 19. August 1986 in Montevideo) ist ein ehemaliger uruguayischer Fußballspieler. Die Karriere des einmaligen Nationalspielers war immer wieder von persönlichen Problemen mit der uruguayischen Justiz begleitet und endete schließlich, nachdem er im März 2014 seinen eigenen Vater tötete.

## Karriere

### Verein
Der 1,78 Meter große als Abwehr- oder Mittelfeldspieler einsetzbare García, der nach seinen Auftritten in der Juniorennationalmannschaft 2003 das Interesse des FC Chelsea weckte und dort ein vielversprechendes Probetraining absolvierte, stand seit 2005 beim uruguayischen Verein Danubio in der Primera División bis mindestens zur Clausura 2010 unter Vertrag. 2006/07 wurde seine Mannschaft Uruguayischer Meister. In der Erstligaspielzeit 2008/09 erzielte er fünf Tore. In der Saison 2009/10 stehen 24 Erstligaeinsätze und zwei Tore für ihn zu Buche. 2010/11 folgten noch drei weitere für ihn persönlich torlose Partien in der Primera División. In seiner Zeit bei Danubio kam er wiederholt mit dem Gesetz und hier insbesondere mit der Polizei in Konflikt. So griff er unter anderem im September 2007 einen Polizisten in einem Lokal tätlich an. Dies war bereits der zweite Fall, bei dem er mit der Polizei aneinandergeriet. Zuvor war er in der Folge eines Parkverstoßes in einem solchen Zusammenhang auffällig geworden. Am 20. Dezember jenes Jahres kam es schließlich zu einem dritten Vorfall, der zu seiner Verhaftung führte, nachdem er zunächst eine Einbahnstraße vor den Augen der Polizei in verkehrter Richtung befahren hatte und sich der anschließend angeordneten Alkoholkontrolle der Polizeibeamten widersetzte. Auf lange Sicht führte dies nach weiteren Vorfällen zu seiner Entlassung bei Danubio, nachdem García Ende Oktober 2010 abermals verhaftet wurde, als er unter Alkoholeinfluss fahrend erneut in eine Polizeikontrolle geriet und eine geringe Menge Kokain im Auto mitführte. In der Folge spielte er ab dem 14. Februar 2011 für den Club Sportivo Cerrito in der Segunda División. Anschließend heuerte er in der Segunda División Amateur beim Albion Football Club an und spielte dort in der Apertura 2011. Seine nächste Station war ab Ende Januar 2012 der EC Democrata in Brasiliens Dritter Liga. Am 14. Februar 2012 gelangte er schließlich, auf eine Fortsetzung seiner Karriere hoffend, zum seinerzeit von Hugo Parga trainierten Club Atlético Cerro, für den García nach vorhergehender Teilnahme am Trainingsbetrieb und anschließender Vertragsunterzeichnung Anfang März 2012 seither spielte. Nach vier Einsätzen (ein Tor) in der Spielzeit 2011/12, standen in der Saison 2012/13 zwölf absolvierte Partien (zwei Tore) für ihn zu Buche. Mitte Januar 2014 wechselte er zu Villa Teresa. Seine Karriere endete mit der Tötung seines Vaters im März 2014.

### Nationalmannschaft
Unter Trainer Jorge da Silva spielte García 2003 in der U-17 Uruguays. Mit dieser belegte er bei der U-17-Südamerikameisterschaft 2003 in Bolivien den 4. Platz. Er gehörte 2005 der uruguayischen U-20-Auswahl an, die an der U-20-Südamerikameisterschaft 2005 in Kolumbien teilnahm. Am 18. Oktober 2006 kam er in einem Freundschaftsspiel gegen Venezuela auch in der A-Nationalmannschaft zum Einsatz. Dort wurde er in der 73. Minute für Gastón Filgueira eingewechselt. Er war zudem mindestens im Juni 2007 Mitglied der von Roland Marcenaro betreuten U-23-Auswahl Uruguays.

### Erfolge
- Uruguayischer Meister: 2006/07

## Gewaltsamer Tod der Eltern
Am 9. Februar 2013 wurde die Mutter Garcías Opfer eines Gewaltverbrechens. Beim Verlassen eines Geschäfts im montevideanischen Barrio Casavalle wurde die seinerzeit 48-jährige Elizabet Echeverría hinterrücks erschossen. Wie die Polizei später verlautbarte, handelte es sich offenbar um eine Abrechnung innerhalb eines Drogenhändlerrings, dem seine Mutter angehörte. Rund ein Jahr später, am 5. März 2014, wurde García verhaftet, nachdem er zuvor seinen Vater in dessen Haus im Barrio Borro bei einem heftigen Streit mit einem Aschenbecher tödlich verletzt hatte. Vom Gericht wurde er jedoch zunächst nach einem psychiatrischen Gutachten für verhandlungsunfähig erklärt und ins Hospital Vilardebó eingewiesen.